# Xiluloză
Xiluloza este o monozaharidă de tip cetoză (mai exact o cetopentoză) și are formula moleculară C5H10O5. Compusul prezintă doi stereoizomeri: D-xiluloza și L-xiluloza. 

## Roluri
Un derivat al xilulozei, xilulozo-5-fosfatul, este un intermediar al căii pentozo-fosfat.